# کنیچی ئمورا
کنیچی ئمورا (به انگلیسی: Kenichi Uemura) بازیکن فوتبال اهل ژاپن و عضو تیم ملی فوتبال ژاپن است که در تاریخ ۲۵ آوریل ۲۰۰۱ میلادی اولین بازی ملی‌اش را انجام داد. او در ۴ بازی ملی حضور داشت و آخرین بازی ملی خود را در تاریخ ۷ ژوئن ۲۰۰۱ میلادی انجام داد. کنیچی ئمورا در بازی‌های ملی‌اش
گلی به ثمر نرساند.